# الأشكال الأولية للحياة الدينية
الأشكال الأولية للحياة الدينية هو مقال كتبه عالم الاجتماع الفرنسي إميل دوركايم، ونشر أولاً عام (1912) في فرنسا بعنوان Les Formes élémentaires de la vie religieuse وهو واحد من أهم أعماله.
يكتب دوركهايم هذا الكتاب بهدف مزدوج: الأول أراد أن يفسر ما الذي يخلق المجتمع؟ وما الذي يجمعه؟ ثم أراد توضيح تأثير المجتمع على التفكير المنطقي. بالنسبة لدوركهايم الدين هو المفتاح المستخدم لفتح قفل هاتين القضيتين.
في هذا الكتاب يجادل دوركهايم بأن التمثلات الدينية هي في الواقع تمثلات جماعية: فالجوهر الديني لا يمكن إلا أن يكون مقدسًا. إنها سمة مميزة عالمياً في جميع الأديان. المقدسة والجماعية وغير شخصية، ومن ثم يمثل المجتمع نفسه. ثم يجادل بأن المجتمع له تأثير كبير في نشأة التفكير المنطقي. إنه المجتمع الذي يوفر للفرد المقولات (الزمان والمكان والعدد وما إلى ذلك) والمفاهيم الضرورية للتفكير المنطقي.
يقول إميل دوركايم: الدين هو نظام موحَّد من المعتقدات والممارسات المرتبطة بأشياء مقدسة، أي أشياءً يجري عزلها وتحاط بشتى أنواع التحريم، وهذه المعتقدات والممارسات تجمع كل المؤمنين بها في جماعة أخلاقية واحدة تُدعى الكنيسة.